# Ashraf Ali Thanwi
Maulana (Meister) Ashraf Ali Thanwi (* 19. August 1863 in Thana Bhawan, Uttar Pradesh; † 1943; auch Hakeem-ul-Ummat [Der Weise der muslimischen Gemeinde oder Der Lehrer der Lehrer] genannt) war ein bekannter Gelehrter des Islam. Er kam aus der sunnitisch-orthodoxen Dar ul-Ulum Deoband.
Er soll 1365 Bücher auf unterschiedlichen Gebieten des Islams geschrieben haben. Er galt als ein Spezialist für die Hadithwissenschaft und für das Hanafitische Recht.
Thanwi wurde bekannt für seine zahlreichen Kritiken an Praktiken der Sufis und der Schia. Er schrieb eine Reihe von Werken dazu, beispielsweise das Hifzul Iman ("Glaubensschutz"), in dem er das unter den Muslimen Südasiens weit verbreitete Beten an Gräbern bzw. gar das (angebliche) Anbeten von Gräbern sowie das Erbitten von Fürsprache bei Propheten, Heiligen und sonstigen Menschen verurteilte. Des Weiteren lehnte er die Meinung der Barelwi-Sufis ab, dass Mohammed in Form von "Licht" weiter existiere. Diese Praktiken und Glaubenslehren bezeichnet er des Weiteren als kufr (unislamisch), schirk (polytheistisch) und Bidʿa (häretisch). Als Reaktion wurde er in einer Fatwa des Barelvi-Sufi-Gelehrten Ahmed Raza Khan aus dem Jahre 1900 zusammen mit anderen Deobandi-Ulema zu Ungläubigen erklärt, da sie u. a. keine "Liebe für den Propheten" empfänden, den Propheten beleidigt und dadurch kufr begangen haben sollen. So seien auch alle Menschen, die die Deobandis nicht zu Ungläubigen erklären (den takfīr sprechen) und diese entsprechend bewerten, ebenfalls Ungläubige. In der Fatwa wird er mit Muhammad ibn Abd al-Wahhab, Ibn Taimiyya und Mirza Ghulam Ahmad verglichen.